# Phyllocladus toatoa
Phyllocladus toatoa är en barrträdart som beskrevs av Brian Peter John Molloy. Phyllocladus toatoa ingår i släktet Phyllocladus och familjen Phyllocladaceae. IUCN kategoriserar arten globalt som livskraftig. Inga underarter finns listade i Catalogue of Life.